# Einar Hareide
Einar Hareide (* 24. Oktober 1899 in Ålesund, Møre og Romsdal; † 7. April 1983) war ein norwegischer Unternehmer und Politiker der Kristelig Folkeparti (KrF), der 20 Jahre Abgeordneter des Storting sowie zwölf Jahre Vorsitzender der KrF war.

## Leben

### Unternehmer und kommunalpolitische Aktivitäten
Hareide, Sohn des Besitzers einer Fischereireederei, besuchte nach dem Abschluss der Mittelschule zwischen 1918 und 1920 das Handelsgymnasium und war anschließend von 1921 bis 1960 als Geschäftsführer des elterlichen Unternehmens tätig, der Havfiske og handelsselskapet Johan E. Hareide A/S. Daneben war er Geschäftsführer einiger weiterer Unternehmen, und zwar von 1926 bis 1960 von A/S Øyulf, von 1929 bis 1965 von Havfiskeselskapene A/S Fangst sowie zwischen 1935 und 1965 von A/S Bard.
Des Weiteren engagierte er sich über mehrere Jahrzehnte im christlichen Jugendverband Norwegens (Norges Kristelige ungdomsforbund) und war zunächst von 1920 bis 1937 Vorsitzender von dessen Ortsverband in Hareid sowie von 1924 bis 1957 Vorstandsmitglied in Møre og Romsdal und zugleich zwischen 1928 und 1948 Mitglied im Landesvorstand dieser Organisation.
Ferner engagierte er sich in zahlreichen lokalen und nationalen Berufs- und Unternehmensverbänden wie zum Beispiel von 1936 bis 1968 als Vorstandsmitglied des Staatlichen Garantiefonds für Fischer und Jäger sowie von 1946 bis 1964 als stellvertretendes Mitglied und Mitglied des Rates für Loggerfischerei.
Neben seiner unternehmerischen Tätigkeiten begann er Anfang der 1930er-Jahre seine politische Tätigkeit in der Kommunalpolitik und war zwischen 1931 und 1937 Mitglied des Gemeinderates von Hareid.

### Abgeordneter und Vorsitzender der KrF
Nach dem Ende der Besetzung Norwegens durch die deutsche Wehrmacht und dem Zweiten Weltkrieg, wurde Hareide als Kandidat der Kristelig Folkeparti 1945 erstmals zum Abgeordneten in das Storting gewählt und vertrat dort 20 Jahre lang bis 1965 den Wahlkreis Møre og Romsdal. Zwischen 1947 und 1949 sowie erneut von 1952 bis 1954 war er Mitglied des Programmausschusses seiner Partei.
Im Januar 1950 wurde er Vizevorsitzender der Fraktion der KrF im Storting und behielt diese Funktion bis September 1965.
Nachdem er von 1951 bis 1955 stellvertretender Vorsitzender der KrF war, wurde er 1955 als Nachfolger von Erling Wikborg Vorsitzender der Kristelig Folkeparti und behielt diese Funktion zwölf Jahre lang bis 1967. Zugleich war er in diesen Jahren Mitglied des Arbeitsausschusses seiner Partei.
Während seiner langjährigen Parlamentszugehörigkeit war er zwischen Januar 1954 und September 1965 Vizepräsident des Lagting, der damaligen zweiten Kammer des Storting. Zwischen Januar 1954 und September 1965 war er auch stellvertretender Vorsitzender des Seefahrts- und Fischereiausschusses.
Des Weiteren war er unter anderem zeitweilig Mitglied der Stortingausschüsse für Seefahrt und Fischerei (Sjøfarts- og fiskerikomité), Wahlen (Valgkomité) sowie Auswärtige und Verfassungsangelegenheiten (Utenriks- og konstitusjonskomité) und zeitweise stellvertretender Delegierter beim Nordischen Rat, Mitglied der Parlamentarischen Versammlung der NATO sowie von 1962 bis 1969 Delegierter bei der Generalversammlung der Vereinten Nationen.
Für seine langjährigen politischen und unternehmerischen Verdienste wurde er 1965 zum Kommandeur des Sankt-Olav-Ordens ernannt.